# Cleomitades (metge)
Cleomitades (en grec Κλεομυτταδες kleomyttades) va formar part de la sisena generació de la família dels asclepíades. Va viure probablement en una època que s'ha situat en el segle X aC, el que el fa un personatge gairebé mític. Era fill de Crisamis I i pare de Teodor. En parlen el bizantí Joan Tzetzes i el bibliògraf alemany Fabricius.